# I Want to Break Free

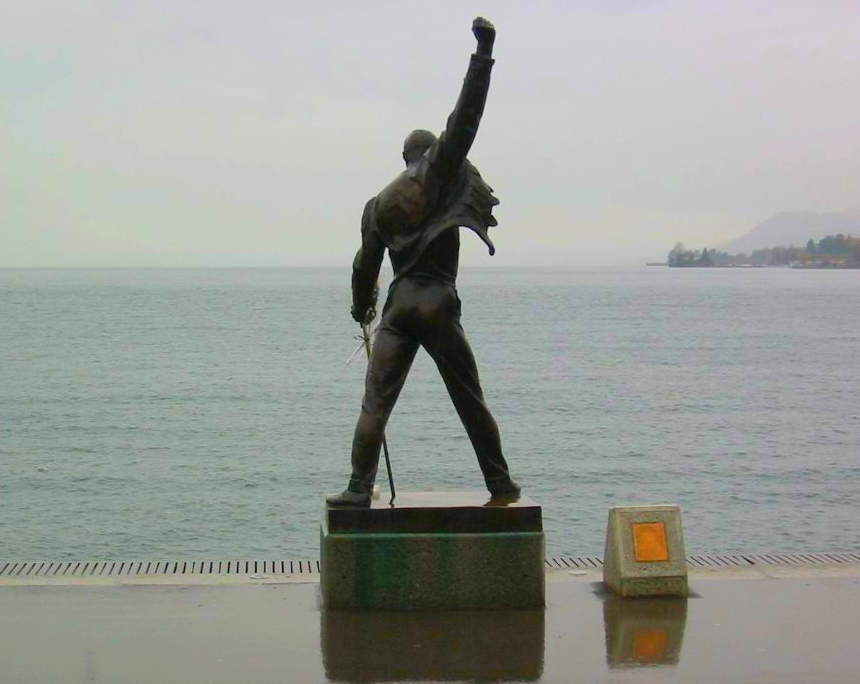
Estàtua de bronze de Freddie Mercury, cantant del grup Queen.

I Want to Break Free (en català: Vull alliberar-me) és una cançó de la banda de rock britànica Queen inclosa en el seu disc The Works, publicat el 1984. La cançó, escrita pel baixista John Deacon, va ser llançada com a senzill en abril de 1984 i va aconseguir el lloc número 3 en el Regne Unit.
El vídeo de la cançó és un dels més recordats de la banda, en què els seus integrants parodien una telenovel·la britànica de l'època anomenada Coronation Street, caracteritzats com a dones. La segona part del vídeo inclou una composició assajada i actuada pel Royal Ballet de Londres i la coreografia va ser feta per Wayne Eagling. A causa d'això, el vídeo va ser censurat per l'MTV als Estats Units, de manera que Queen no va incloure aquest país en el The Works Tour. El vídeo no va ser vist a les pantalles nord-americanes fins al 1991.

## Cançó
El senzill va ser força ben rebut arreu del món, excepte als Estats Units. L'abril de 1984 es va convertir en el número 3 al Regne Unit, i va estar en el Top 10 en diversos països d'Europa i l'Amèrica Llatina, però només va aconseguir el número 45 als Estats Units. El senzill es va convertir en Or al Regne Unit. El vídeo de la cançó presenta Freddie Mercury vestit de dona amb un bigoti prominent, i el veto sofert per l'MTV i altres emissores dels Estats Units van tenir un paper important en el baix rànquing patit en aquest país. El veto es va aixecar el 1991 quan la cançó va sortir a l'aire en el programa de la VH1 "La meva generació", en un episodi dedicat a Queen i presentat per Brian May. D'acord amb ell, en una entrevista que va fer sobre els grans èxits de Queen, mentre que el vídeo es va entendre i es va prendre com una broma al Regne Unit, l'audiència dels Estats Units no ho va relacionar amb la telenovel·la britànica i probablement va interpretar el vídeo com una declaració oberta del transvestisme i la bisexualitat de Freddie, la qual cosa podria explicar per què es va vetar el vídeo en aquest país.
A la fi dels anys 80, aquesta cançó es va convertir en un himne per al CNA de Sud-àfrica, quan Nelson Mandela encara era a la presó.
Durant el Concert en Tribut a Freddie Mercury la cançó va ser interpretada per Lisa Stansfield, que va sortir a escena amb rul·los i una aspiradora, homenatjant així el personatge que Mercury havia interpretat al vídeo de la cançó.

## Intèrprets
- Freddie Mercury: Veus.
- Brian May: Guitarra elèctrica.
- Roger Taylor: Bateria amb pads electrònics.
- John Deacon: Baix i guitarra acústica.
- Fred Mandel: Sintetitzadors.